# American National Bank Building (Pensacola)
El American National Bank Building (también sabido como la Florida National Bank Building, la Seville Tower o Empire Building) es un banco histórico en Pensacola, Florida (Estados Unidos. El 17 de noviembre de 1978 se agregó al Registro Nacional de Lugares Históricos. Fue diseñado por el arquitecto neoyorquino J. E. R. Carpenter.

## Historia
La torre fue erigida en 1910 a un costo de 250 000 dólares. Era el edificio más alto de Florida en el momento de su finalización y siguió siendo el más alto de la ciudad de Pensacola hasta 1974, cuando lo superó la SunTrust Tower. El edificio fue agregado al Registro Nacional de Lugares Históricos el 17 de noviembre de 1978. Su ubicación en la esquina noreste de Palafox y Government Streets, también es el sitio de la primera central telefónica en Florida con derechos de operación exclusivos, establecida por Southern Bell el 1 de septiembre de 1880 y que atiende a 31 teléfonos. La torre se utiliza actualmente como espacio de oficinas.